# Roskilde Vest Station
Roskilde Vest Station var et midlertidigt trinbræt på Nordvestbanen bestående af en enkelt perron. Stationen var endestation for tog østfra i forbindelse med sporarbejder på strækningen mellem Roskilde Vest og Holbæk Station. Passagerer skulle benytte busser i stedet. Stationen åbnede 18. maj 2013 og blev nedlagt igen ca. 1. september 2013.
DSB og Banedanmark anlagde stationen sydvest for Roskilde for at undgå trafikkaos omkring Roskilde Station. Roskilde Vest blev anlagt, hvor Lindenborgvej møder Ringstedvej og udstyret med parkeringsplads til 400 biler og busholdeplads, café, toiletter og chaufførstue.

## Galleri
- Wikimedia Commons har flere filer relateret til Roskilde Vest Station

- Perronen set fra vest.
- Chaufførstue og informationstavler.
- Togbusser til Kalundborg og Holbæk.
- Tæt bustrafik når togene ankommer og afgår.